# Weddellonectia
Clade
Weddellonectia est un clade fossile de plésiosaures de la super-famille des Plesiosauroidea et de la famille des Elasmosauridae. 

## Historique
Le clade des Weddellonectia est décrit en 2010 par les paléontologues José Patricio O’Gorman (d) et Rodolfo Coria,.

### Fossiles
Selon Paleobiology Database en 2024, ce clade des Weddellonectia a quarante-neuf collections référencées de fossiles. ces collections sont du Campanien au Maastrichtien supérieur du Crétacé supérieur, c'est-à-dire datent de 83,6 à 66 Ma avant notre ère.

### Étymologie
Le clade des Weddellonectia doit son nom à la mer de Weddell et signifie les « nageurs de Weddell ».

### Taxons inclus
Ce clade des Weddellonectia inclus les genres sans sous-famille suivants :
- †Aphrosaurus Welles, 1943
- †Futabasaurus Sato et al., 2006
- †Kaiwhekea Cruickshank & Fordyce, 2002
- †Kawanectes O'Gorman, 2016
- †Marambionectes O’Gorman et al., 2024
- †Morenosaurus Welles, 1943
- †Tuarangisaurus Wiffen & Moisley, 1986
- †Vegasaurus O'Gorman et al., 2015

#### Sous-famille des Aristonectinae
Selon Paleobiology Database en 2024, ce clade des Weddellonectia, inclus la seule sous-famille des Aristonectinae :
Selon Paleobiology Database en 2024, le nombre de genres référencés est de quatre :
- †Alexandronectes Otero et al., 2016
- †Aristonectes Cabrera, 1941
- †Morturneria Chatterjee & Creisler, 1994
- †Wunyelfia Otero & Soto-Acuña, 2021[note 1]

## Description
En 2017, José Patricio O'Gorman et Rodolfo Coria ont remarqué que les Elasmosauridae pouvaient être divisés en deux groupes principaux : les Aristonectinae et une branche de formes qui vivaient près de l'Antarctique et des côtes de l'océan Pacifique Sud. Cette dernière doit son nom à la mer de Weddell : les « nageurs de Weddell ».
Le clade Weddellonectia est défini comme le groupe composé d’Aristonectes quiriquinensis et de toutes les espèces des Elasmosauridae qui sont plus étroitement liées aux Aristonectes qu'à Elasmosaurus platyurus.
Il existe plusieurs ensembles possibles de synapomorphies en fonction de l'arbre généalogique. L'os frontal touche la narine. Les ptérygoïdes n'ont pas de contact sur la ligne médiane derrière les interstices postérieurs. Les dents maxillaires sont uniformes. Le ptérygoïde touche le quadratum via une petite branche en forme de plaque.
Un autre arbre généalogique montre d’autres caractéristiques communes uniques. Le complexe des clavicules et des interclavicules a un bord d'attaque faiblement concave. Il existe un deuxième élément osseux postaxial supplémentaire dans l'avant-fin, qui ne touche pas l'humérus. L’élargissement antérieur de l’humérus est assez faible, beaucoup plus limité que l’élargissement postérieur. L'angle entre les facettes du bas de la jambe et de l'avant-bras en vue en plan est proche de 180°. L'interclavicule a une quille sur sa face inférieure. L'humérus est élargi au niveau du cubitus.
Le groupe se compose de formes à long cou souvent assez grandes du Crétacé supérieur, y compris les Aristonectinae du Maastrichtien.

### Publication originale
- [2017] (en) J. P. O'Gorman et R. A. Coria, « A new elasmosaurid specimen from the upper Maastrichtian of Antarctica: new evidence of a monophyletic group of Weddellian elasmosaurids », Alcheringa, vol. 41, no 2,‎ 2017, p. 240-249 (DOI 10.1080/03115518.2016.1224318).